# ميشيل الألماني

تمثال النحات Friedrich Reusch "Der Deutsche Michel" قبل تدميره خارج Wrangelturm، كونيغسبرغ

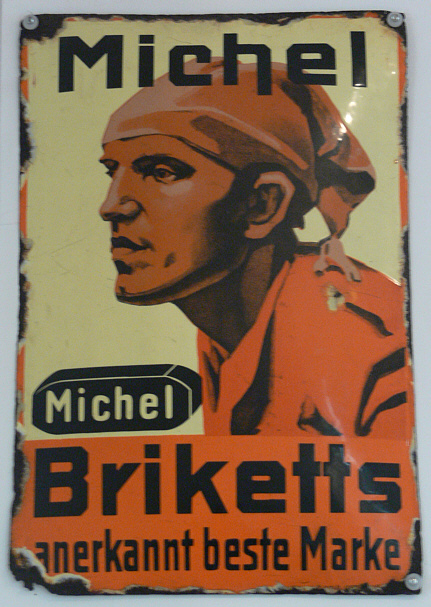

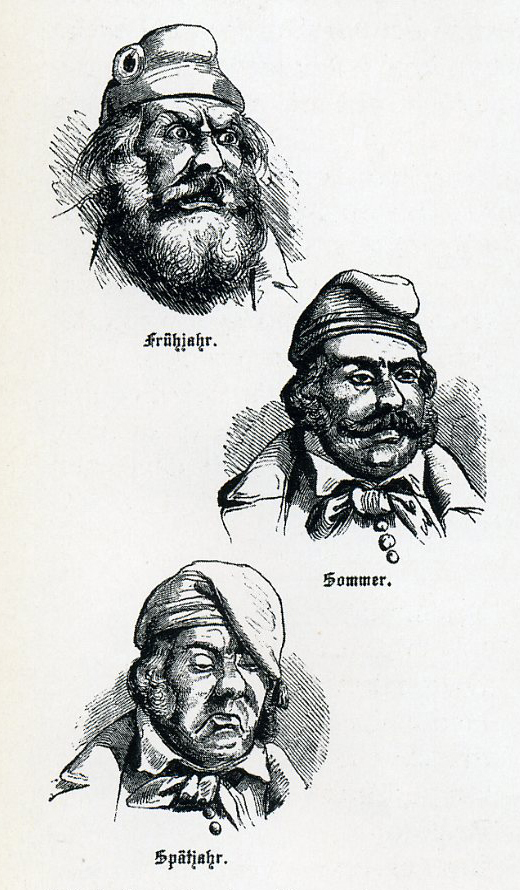

ميشيل الألماني (بالألمانية: Der Deutsche Michel) هو شخصية تجسيد وطني للشعب الألماني مثلما يمثل جون بل الالبريطانيين والعم سام يمثل الالأمريكيين.